# ジョナサン・メイヤー
ジョナサン・エドワード・メイヤー（Jonathan Edward Meyer、1990年11月1日 - ）はアメリカ合衆国カリフォルニア州シミバレー出身のプロ野球選手（三塁手）。右投右打。MLB・ヒューストン・アストロズ傘下所属。

## 経歴
2009年のMLBドラフトでヒューストン・アストロズにドラフト3巡目指名され入団した。
2013年は、傘下AAコーパスクリスティ・フックスでプレーした。オフには、アリゾナ・フォールリーグに参加した。